# Concierto para piano en Fa menor (Adolf Von Henselt)
El Concierto para piano y orquesta en Fa menor, Op. 16 es una obra del pianista y compositor Adolf von Henselt publicada en 1846. Escrito tras el éxito de sus apreciadas colecciones de estudios para piano, el concierto reúne todas las innovaciones técnicas que Henselt había trabajado durante su juventud y se convirtió en una de las obras cumbre del pianismo de la primera mitad del siglo XIX.
El concierto consta de tres movimientos:
I. Allegro patetico
II. Larghetto
III. Allegro Agitato

## Estreno e interpretaciones.
Se cree que Clara Schumann estrenó el concierto en 1844. También fue tocado por varios alumnos de Liszt, quien les enseñaba muchas obras de Henselt, como Hans von Bülow, Arthur Friedheim o Emil Sauer, que lo tocó en su debut en Nueva York en 1899. Entre los demás intérpretes destacados de la época, se encuentran Ferruccio Busoni y Louis Moreau Gottschalk[cita requerida]. 
Hoy en día es un concierto muy poco interpretado[cita requerida]. Dos grabaciones están actualmente disponibles en Youtube. 

## Relación con otras piezas
Rajmáninov empieza su Preludio Op. 3 no. 2 con el mismo bajo que empieza el concierto en Fa menor de Henselt. Esto ha sido interpretado como una referencia directa hacia el concierto de Henselt, dada la admiración manifiesta de Rajmáninov por este compositor.